# Ocyptamus schoenemanni
Ocyptamus schoenemanni är en tvåvingeart som först beskrevs av Günther Enderlein 1938.  Ocyptamus schoenemanni ingår i släktet Ocyptamus och familjen blomflugor. Inga underarter finns listade i Catalogue of Life.